# Sigvard Bernadotte
Sigvard Oscar Fredrik, hrabia Wisborga (ur. 7 czerwca 1907 w pałacu Drottningholm, zm. 4 lutego 2002 w Sztokholmie) – do 8 marca 1934 książę Szwecji, a także książę Upplandu, od 2 lipca 1951 hrabia Wisborga, projektant przemysłowy, asystent reżysera.

## Życiorys
Urodził się jako drugi syn ówczesnego księcia Skanii Gustawa Adolfa (przyszłego króla Szwecji Gustawa VI Adolfa) i jego pierwszej żony księżnej Małgorzaty. W Szwecji panował wówczas jego pradziadek król Oskar II.
8 marca 1934 w Londynie poślubił Niemkę Erikę Patzek. W wyniku jej niedynastycznego pochodzenia stracił prawa dynastyczne i tytuły księcia Szwecji i Upplandu. 2 lipca 1951 wielka księżna Luksemburga Szarlotta nadała mu tytuł hrabiego Wisborga. Para nie miała dzieci, a 14 października 1943 rozwiodła się.
Jego drugą żoną była Dunka Sonja Robbert. Ich ślub odbył się 26 października 1943 w Kopenhadze. 6 czerwca 1961 małżonkowie rozwiedli się. Mieli jednego syna:
- Michael Bernadotte, hrabia Wisborga (ur. 1944)

30 lipca 1961 w Sztokholmie ożenił się po raz trzeci z Gullan Marianne Lindberg (1924-2025). Z tego związku nie miał dzieci.

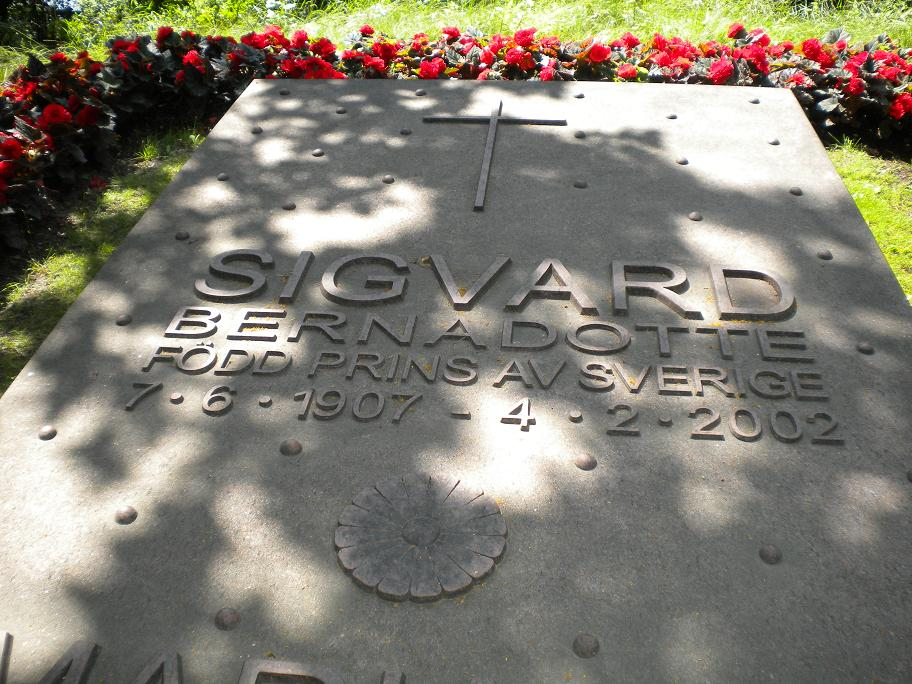
Grób Sigvarda Bernadotte, hrabiego Wisborga

## Tytulatura
- 7 czerwca 1907 – 7 czerwca 1905: Jego Królewska Wysokość książę Sigvard Oscar Frederik z Szwecji i Norwegii, książę Upplandu
- 7 czerwca 1905 – 8 marca 1934: Jego Królewska Wysokość książę Sigvard Oscar Frederik z Szwecji, książę Upplandu
- 8 marca 1934 – 2 lipca 1951: Sigvard Oscar Fredrik Bernadotte
- 2 lipca 1951 – 4 lutego 2002: Sigvard Oscar Fredrik Bernadotte, hrabia Wisborga

## Odznaczenia
- Order Królewski Serafinów (1907), odebrany z powodu morganatycznego małżeństwa w 1934
- Medal Jubileuszowy Króla Gustawa V (1928)[3]
- Medal Jubileuszowy Króla Gustawa V (1948)[4]
- Krzyż Wielki Orderu Gwiazdy Polarnej (1951)[5]
- Order Słonia (1952)[6]
- Medal Księcia Eugeniusza (1997)[7]

## Herby
|  |  |  |
|  |  |  |